# Coturnicops exquisitus
Coturnicops exquisitus là một loài chim trong họ Rallidae.